# Kenyura
Genre
Kenyura est un genre de collemboles de la famille des Neanuridae.

## Distribution
Les espèces de ce genre se rencontrent en Afrique et en Amérique.

## Liste des espèces
Selon Checklist of the Collembola of the World (version du 29 octobre 2019) :
- Kenyura africana (Massoud, 1963)
- Kenyura delicata Arlé, 1966
- Kenyura monoculata (Winter, 1963)
- Kenyura multisensa Salmon, 1954
- Kenyura nicaraguensis Palacios-Vargas & Deharveng, 2010
- Kenyura porcula (Arlé, 1960)
- Kenyura xinguensis Arlé, 1966

## Publication originale
- Salmon, 1954 : New genera and species of Neanurinea (Collembola) from East Africa. Proceedings of the Royal Entomological Society of London, sér. B, vol. 23, p. 1-9.